# Кинзя
Кинзя:
1. временное башкирское имя.
2. у татар имя означает — только что поспевший, самый младший ребенок, младший ребенок, младший сын, младшая дочь.

Также диалектальные варианты для:
- мальчиков — Кинтя, Кинча — Богатство, Ценность (Антрополексема).
- девочек — Кинча, Кинтя — Богатство, Ценность (Антрополексема).

## Временное башкирское имя
Термин «кинзя» является временным башкирским именем и относится к башкирским антропонимам.
Существование у башкир временных имен связано с башкирскими обычаями.
Первоначальное имя у башкир давалось повивальной бабкой. Это имя впоследствии, при достижении совершеннолетия, заменялось окончательным именем, которое давал мулла.
Непостоянство имен было свойственно и другим тюркским народам. Они не носили всю жизнь одно и то же имя. Обычно мальчики имели кличку, юноши — чин, а взрослые — титул. С именем зачастую связывали положение носителя имени в обществе.

## Имя
- Кинзя Арсланов (Кинзя-абыз — Кинзя-учитель) — волостной старшина, общиник, повстанец (бунтовщик), сподвижник Е. И. Пугачёва.